# Nils Stenberg
Nils Göran Stenberg (i riksdagen kallad Stenberg i Edsbyn), född 23 mars 1915 i Bollnäs, död 8 oktober 1989 i Stockholm, var en svensk företagare och riksdagsman (folkpartist).
Nils Stenberg, som var son till en gästgivare, var egenföretagare 1945-1955 och direktionsassistent vid AB Edsbyverken 1955-1961. Han var därefter vd för Göteborgs företagarförbund 1961-1965, vice vd för Sveriges livsmedelshandlarförbund 1965-1971, vd för AB Butiksetablering 1971-1974 och slutligen vd för Sveriges livsmedelshandlarförbund 1974-1979.
Han var riksdagsledamot i andra kammaren för Gävleborgs läns valkrets 1953-1961. I riksdagen var han bland annat suppleant i bevillningsutskottet 1954-1961 och i konstitutionsutskottet 1955-1957. Han engagerade sig främst i näringslivsfrågor. 1965-1974 ordförande för svenska skidförbundet.